# Lijst van voetbalinterlands Oost-Timor - Tadzjikistan
Deze lijst van voetbalinterlands is een overzicht van alle officiële voetbalinterlands tussen de nationale teams van Oost-Timor en Tadzjikistan. De landen hebben tot nu toe een keer tegen elkaar gespeeld. Het eerste duel, een kwalificatiewedstrijd voor de Azië Cup 2027, vond plaats op 25 maart 2025 in Doesjanbe.

## Wedstrijden
| № | Plaats    | Datum            | Competitie                 | Wedstrijd                 | Uitslag |
| - | --------- | ---------------- | -------------------------- | ------------------------- | ------- |
| 1 | Doesjanbe | 25 maart 2025    | Azië Cup 2027 kwalificatie | Tadzjikistan − Oost-Timor | 1 − 0   |
| 2 |           | 18 november 2025 | Azië Cup 2027 kwalificatie | Oost-Timor − Tadzjikistan | −       |

## Samenvatting
| Competitie            | Totaal gespeeld | Winst Oost-Timor | Gelijk | Winst Tadzjikistan | Doelsaldo Oost-Timor – Tadzjikistan |
| --------------------- | --------------- | ---------------- | ------ | ------------------ | ----------------------------------- |
| Azië Cup-kwalificatie | 1               | 0                | 0      | 1                  | 0 − 1                               |
| Totaal                | 1               | 0                | 0      | 1                  | 0 − 1                               |

FFTL · A-internationals · Oost-Timorees vrouwenelftal
2000 – 2009 · 
2010 – 2019
2003 · 
2004 · 
2005 · 
2006 · 
2007 · 
2008 · 
2009 · 
2010 · 
2011 · 
2012 ·
2015 ·
2016
Brunei ·
Cambodja ·
Filipijnen ·
Hongkong ·
Indonesië ·
Laos ·
Libanon ·
Malediven ·
Maleisië ·
Mongolië ·
Myanmar ·
Nepal ·
Palestina ·
Saoedi-Arabië ·
Singapore ·
Tadzjikistan ·
Taiwan ·
Thailand ·
Verenigde Arabische Emiraten
TFF · A-internationals · Tadzjieks vrouwenelftal
1994 – 1999 ·
2000 – 2009 ·
2010 – 2019 ·
2020 − 2029
Afghanistan ·
Australië ·
Azerbeidzjan ·
Bahrein ·
Bangladesh ·
Bhutan ·
Brunei ·
Cambodja ·
China ·
Estland ·
Filipijnen ·
Guam ·
Hongkong ·
India ·
Irak ·
Iran ·
Japan ·
Jemen ·
Jordanië ·
Kazachstan ·
Kirgizië ·
Koeweit ·
Libanon ·
Macau ·
Malediven ·
Maleisië ·
Mongolië ·
Myanmar ·
Nepal ·
Noord-Korea ·
Oeganda ·
Oezbekistan ·
Oman ·
Oost-Timor ·
Pakistan ·
Palestina ·
Qatar ·
Rusland ·
Saoedi-Arabië ·
Singapore ·
Sri Lanka ·
Syrië ·
Thailand ·
Trinidad en Tobago ·
Turkmenistan ·
Verenigde Arabische Emiraten ·
Vietnam ·
Wit-Rusland ·
Zuid-Korea